# Halil İbrahim Sönmez
Halil İbrahim Sönmez (* 1. Oktober 1990 in Yomra) ist ein türkischer Fußballspieler.

## Karriere
Sönmez begann mit dem Vereinsfußball in der Jugend von Trabzonspor. Nachdem er hier zwei Jahre tätig gewesen war, spielte er nachfolgend in den Nachwuchsabteilungen der örtlichen Amateurvereine.
Im Sommer 2011 startete er durch seinen Wechsel zum Viertligisten Orhangazispor seine Profikarriere. Hier verweilte er nur eine halbe Saison und wechselte anschließend zum Ligarivalen Gebzespor. Bei diesem Verein etablierte er sich allmählich zum Stammspieler.
Zur Saison 2013/14 ging er zum Viertligisten Ünyespor und von hier aus eine halbe Saison später zu Elibol Sandıklıspor. Bei letzterem erzielte er bis zum Saisonende in 16 Ligaspielen sieben Tore und machte damit auf sich aufmerksam. So wurde er im Sommer 2014 vom Erstligisten Torku Konyaspor verpflichtet. Nach dem vorsaisonalen Vorbereitungscamp lieh ihn dieser Verein an seinen Partnerklub, den Drittligisten Anadolu Selçukspor, aus. In dieser Liga erzielte Sönmez bis zum Saisonende in 31 Spielen 16 Tore und war damit einer der erfolgreichsten Torschützen der Liga. Diese Leistung sorgte dafür, dass er für die folgende Saison im Kader von Konyaspor behalten wurde.
Für die Saison 2017/18 wurde er an den Zweitligisten Çaykur Rizespor ausgeliehen.

## Erfolge
Mit Konyaspor
- Dritter der Süper Lig: 2015/16
- Türkischer Pokalsieger:  2016/17
- Türkischer Pokalhalbfinalist:  2015/16
- Türkischer Supercup-Sieger: 2017